# المبادرة الأمريكية للتخرج
المبادرة الأمريكية للتخرج هي مبادرة للرئيس باراك أوباما خاصة بالكليات الاجتماعية.
وأعلن أوباما عن هذه المبادرة في كلية ماكوب الاجتماعية في ضواحي ديترويت، ميشيغان في صيف عام 2009. واقترح في هذه المبادرة استثمار قرابة 12 مليار دولار في الكليات الاجتماعية على مدار 10 سنوات، وذلك بهدف النهوض بأدائها في تأهيل الطلاب للحصول على درجات وشهادات معتمدة وفي سبيل زيادة عدد المتخرجين من هذه الكليات الاجتماعية ليصل إلى 5 ملايين في نهاية السنوات العشر.
وسعيًا من أوباما إلى ضمان عدم مخالفة تشريع قانون حماية المريض والرعاية الميسرة الموقع عام 2010، قام بتخفيض التمويل المخصص للمبادرة إلى ملياري دولار تصرف في التأهيل المهني عبر برنامج تشرف عليه وزارة العمل الأمريكية.

## وصلات خارجية
- Excerpts of the President's remarks in Warren, Michigan, and fact sheet on the American Graduation Initiative.